# فرانكو كوستا (رسام)
فرانكو كوستا (بالإيطالية: Franco Costa)‏ هو رسام إيطالي، ولد في 14 أغسطس 1934 في روما في إيطاليا، وتوفي بنفس المكان في 4 مارس 2015.

## وصلات خارجية
- فرانكو كوستا على موقع IMDb (الإنجليزية)